# Hospital general Parirenyatwa
El Hospital general Parirenyatwa (en inglés: Parirenyatwa General Hospital) es el mayor centro médico en Zimbabue. Ubicado en la ciudad de Harare, el centro era conocido como el Hospital Andrew Fleming, y fue nombrado así en honor del director médico de la Compañía Británica de Sudáfrica.
Después de la independencia en 1980, el hospital fue rebautizado en honor de Samuel Tichafa Parirenyatwa (1927-1962), un estrecho colaborador de Joshua Nkomo y el primer negro de Zimbabue en calificar como un doctor en medicina.
Además de sus secciones generales médicas y quirúrgicas, el hospital incluye a Mbuya Nehanda, una sección de maternidad; Sekuru Kaguvi, que se especializa en el tratamiento del ojo, y un anexo para los pacientes psiquiátricos y varios especialidades pediátricas, tiene más de 5.000 camas.